# Enallagma cyathigerum
Espèce
Statut de conservation UICN

 LC  : Préoccupation mineure

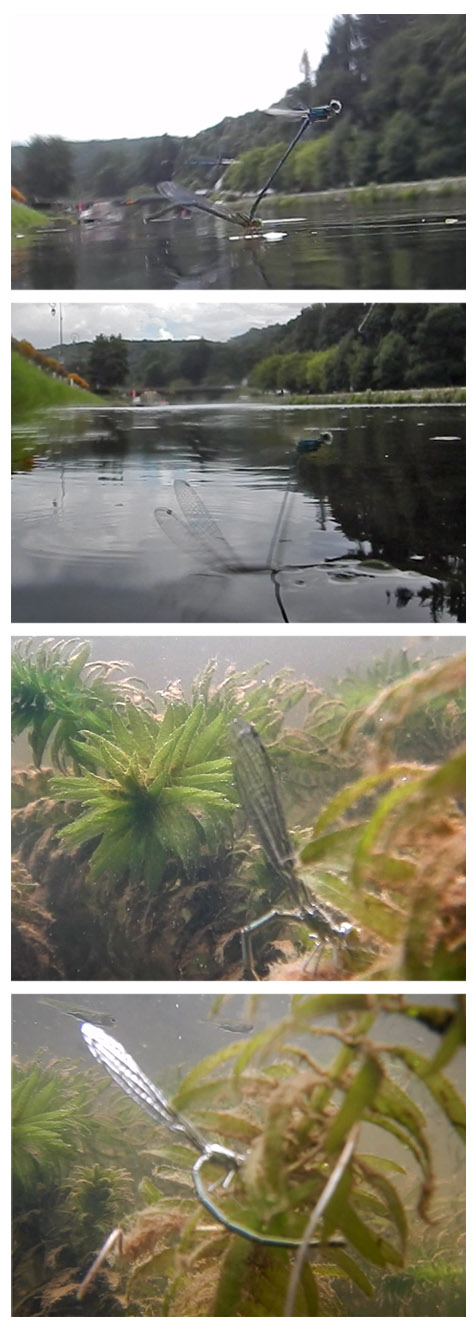
Les demoiselles plongent habituellement uniquement leur abdomen (ovipositeur) sous l'eau pour pondre. Mais Enallagma cyathigerum s'immerge parfois totalement sous l'eau, ici à Pont-Aven en aout 2016 ; deux femelles au moins sont en train de pondre (à plus de 20 cm de profondeur pour l'une). Une femelle peut pondre durant parfois plus d'une heure sous l'eau).

Enallagma cyathigerum, l'agrion porte-coupe, est une espèce d'insectes odonates qui fait partie des demoiselles d'Europe.
En réalité cette espèce forme un ensemble de sous-populations légèrement différentes (y compris morphologiquement), qui semblent d'après des analyses génétiques avoir assez récemment divergé pour encore former un complexe de sous-populations régionales semblant organisées en 3 sous-espèces. Ces 3 sous-espèces partagent encore une relative tolérance à une certaine salinité.

## Répartition
L'agrion porte-coupe a une très large répartition. Cette espèce est en effet présente en Amérique du Nord et encore relativement commune en Europe (de la Méditerranée jusqu'au-delà du cercle polaire). Elle manque cependant en Islande et à proximité du Cap Nord, et tend à vivre plus en altitude dans le sud du continent (et absente des zones de plaines dans les régions les plus chaudes).
Quelques populations isolées se trouvent sur certaines îles méditerranéennes (Sicile, Corse, Crète) ainsi que très localement dans l'Atlas marocain.

## Habitat
On trouve cette espèce dans l'eau à l'état de larve, puis après la métamorphose, à proximité de rivières, de lacs, d'étangs ou de mares où elle retournera pondre. Sa répartition est caractérisée par une forte amplitude d'altitudes, ainsi dans les Alpes depuis la plaine jusqu'à la cote de 2 500 m. Dans la partie méridionale de son aire, l'espèce ne fréquente généralement que les zones de montagnes.

## Description, détermination
La détermination de l'Agrion porte-coupe se fait par l'examen de taches bleu clair sur le haut de la tête et par la présence d'un unique trait noir sur le thorax. L'espèce peut atteindre des longueurs de 32 à 35 mm, mais sa taille varie (selon le gradient de latitude notamment). Son identification se fera à l'instar de celle des autres petits Agrions par l'utilisation d'ouvrages spécialisés.

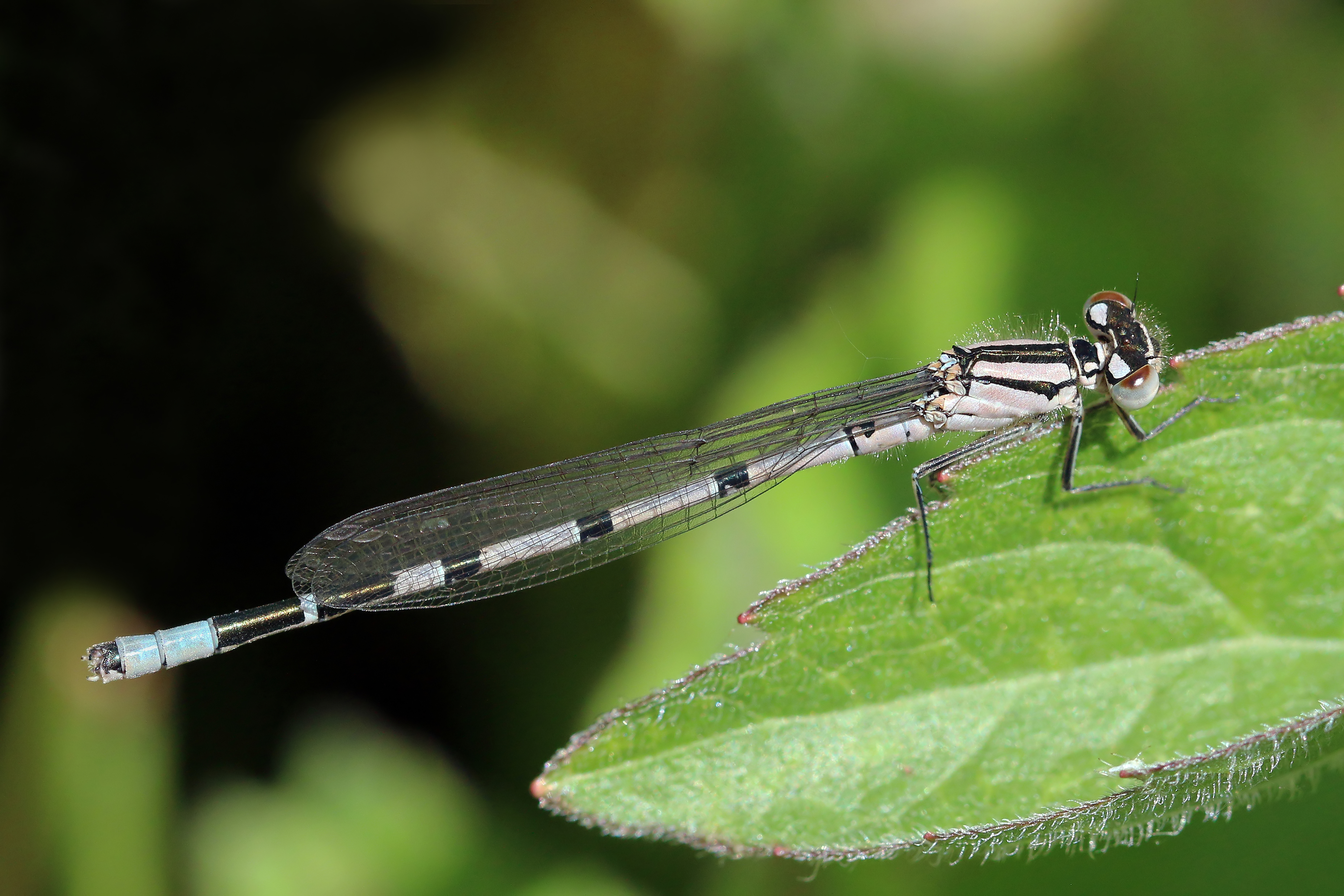
Un immature mâle, dans la réserve naturelle de Dry Sandford Pit en Angleterre.
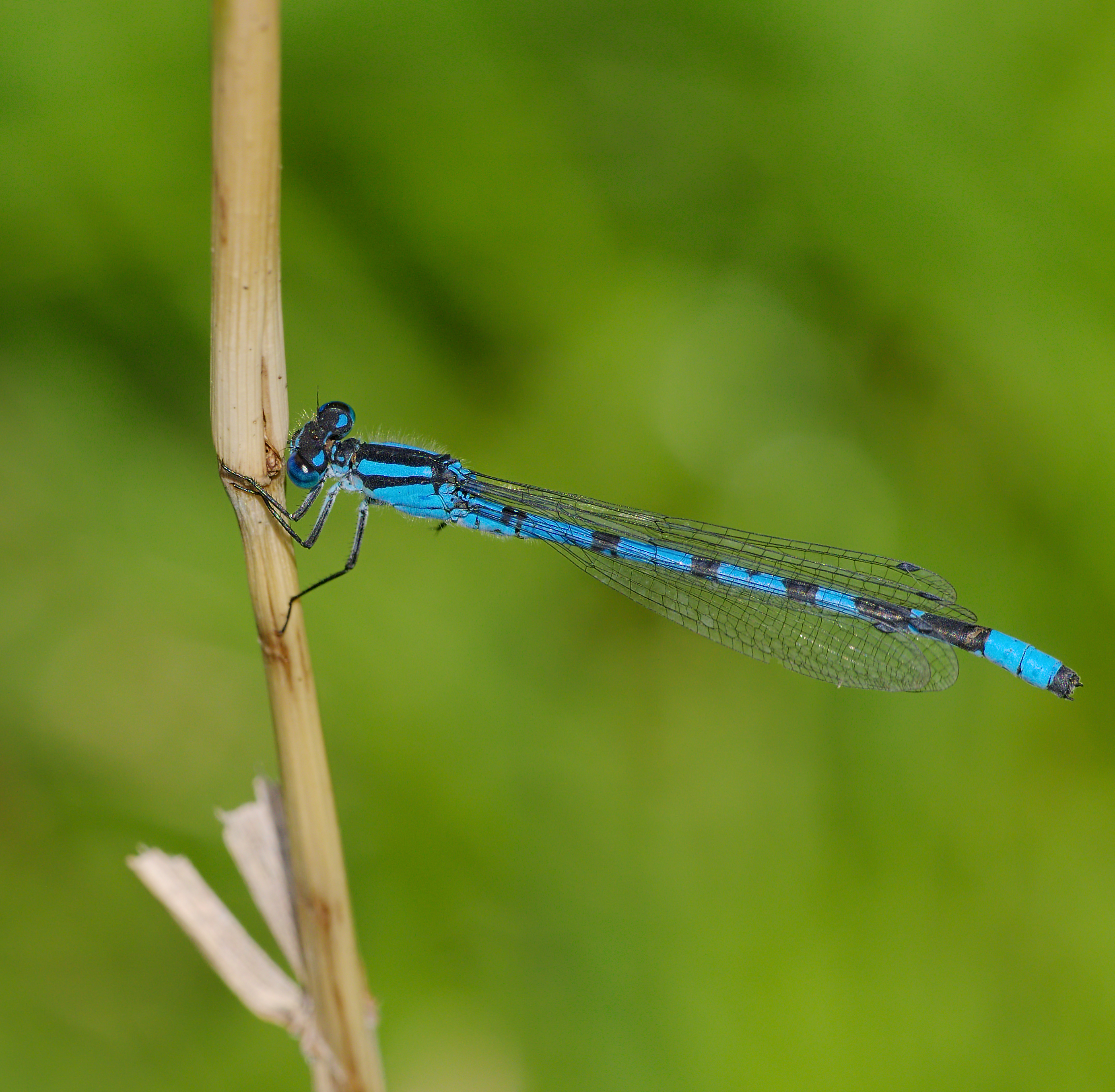
Un mâle, dans le Schleswig-Holstein, Allemagne.
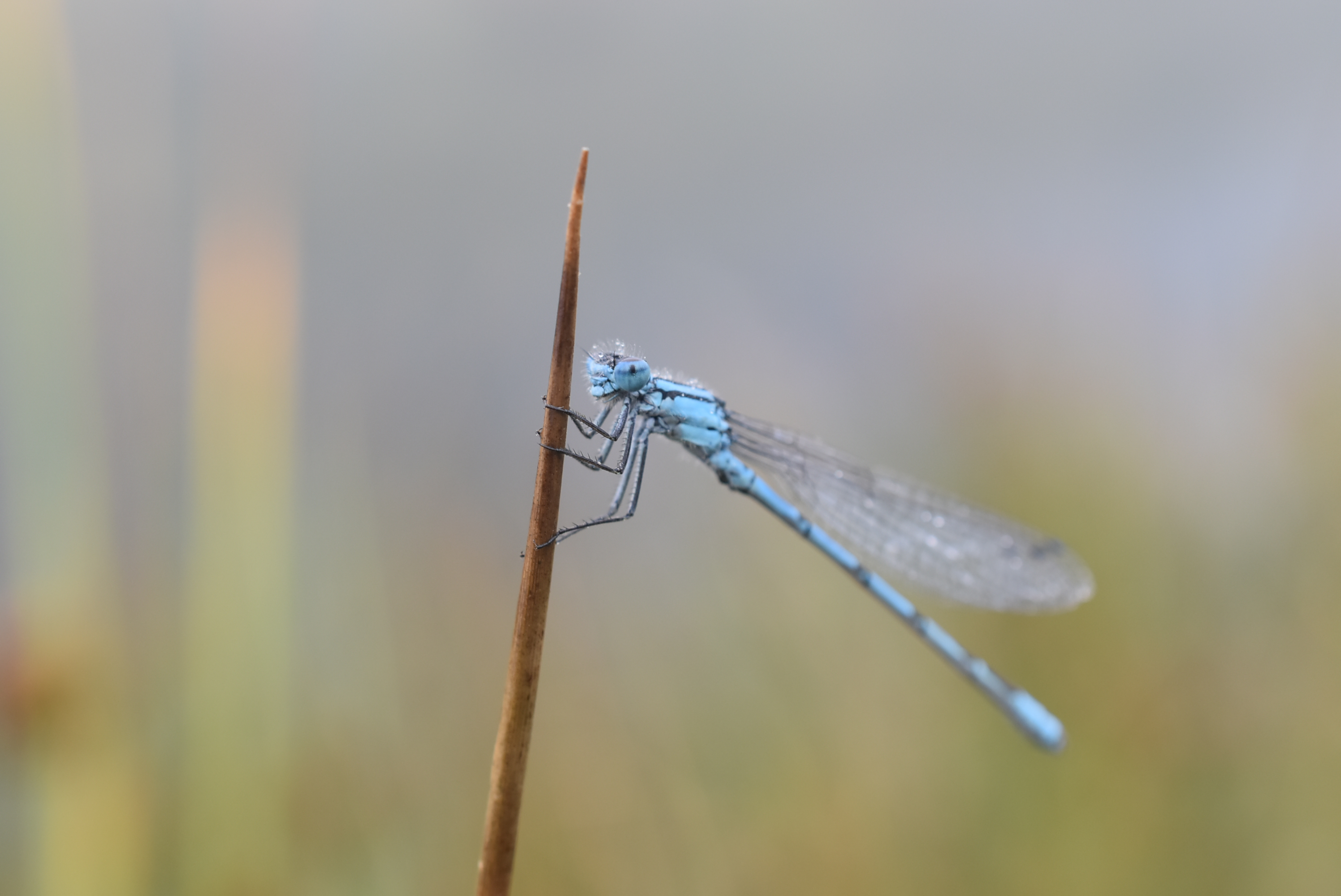
Enallagma cyathigerum. Ce mâle, dans la brume et la fraîcheur du matin, est accroché en hauteur à une brindille, une caractéristique de cette espèce. En effet, ceux-ci se mettent en hauteur pour protéger leur terrain de chasse et d'accouplement en repoussant ses possibles adversaires. Août 2019.
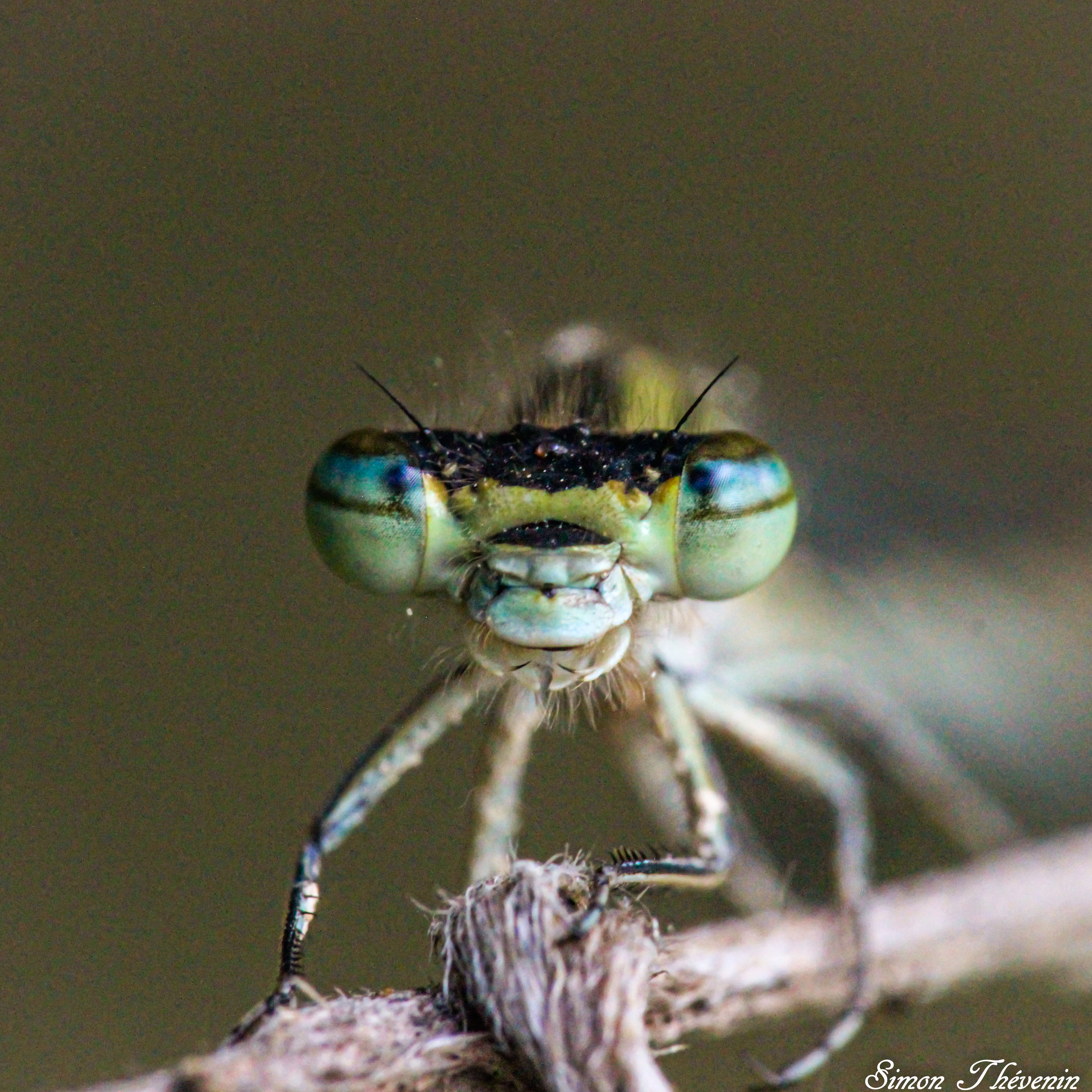
Enallagma cyathigerum femelle vue de face.

De couleurs bleu clair et noir, l'espèce ressemble fortement à l'Agrion jouvencelle (Coenagrion puella) avec qui elle peut être facilement confondue. Sur son dos et son thorax, elle possède toutefois plus de bleu que de noir contrairement à l'Agrion jouvencelle. Le bleu est par ailleurs légèrement plus clair. Une autre différence est présente au niveau du flanc du thorax : elle ne possède qu'une bande noire à cet endroit alors que toutes les autres espèces d'Agrions en ont deux.
Durant la période de reproduction, le mâle s'agrippe à la femelle et ils s'envolent ensemble pour déposer les œufs sur une plante bien choisie juste en dessous du niveau de l'eau.
Les œufs donnent naissance à des nymphes (larves) qui vivent dans l'eau en se nourrissant d'animaux aquatiques. 
Pour devenir adulte (imago), les nymphes sortent de l'eau, s'accrochent à une brindille avant de se transformer en nouvelle demoiselle.

## Biologie et comportement de reproduction
Le comportement alimentaire de la larve de cette espèce a été étudié par P Korperski en 1988.
Cette demoiselle présente la particularité pour la femelle d'être encore très à l'aise sous l'eau à l'état d'imago, ce qui lui permet de s'immerger et de pondre sous l'eau, plus profondément que la plupart des autres zygoptères. Les ailes et le corps de l'insecte sont très hydrophobes, ce qui permet à la femelle de conserver une fine pellicule d'air autour d'elle et sur ses ailes et sa cuticule lorsqu'elle s'immerge pour pondre (voir photo ci-contre). La femelle peut rester au moins jusqu'à 90 min entièrement sous l'eau (moyenne 63,7 min selon G.P. Doerksen), ce qui semble être bien plus long que chez les quelques autres espèces d'Enallagma également capables de plonger (13-25 min pour E. aspersum d'après BICK & HORNUFF en 1966; 6-29 min, pour E. carunculatum Morse selon LOGAN en 1971; 15-31 min pour E. exsulans (Hagen) d'après BICK & HORNUFF, 1966 ou encore 2-40 min pour E. civile selon BICK & BICK (1963)). Certaines femelles peuvent ressortir de l'eau, pondre en subsurface puis replonger ou pondre en surface puis plonger, ou plonger puis réémerger et finir leur ponte en surface. Miller en 1994 a étudié les réponses de la femelle au manque d'oxygène. Rem : si le temps est ensoleillé ou lumineux, après quelques heures de photosynthèse certaines plantes aquatiques se couvrent de petites bulles d'oxygène pur ou relarguent des chapelets de bulles.

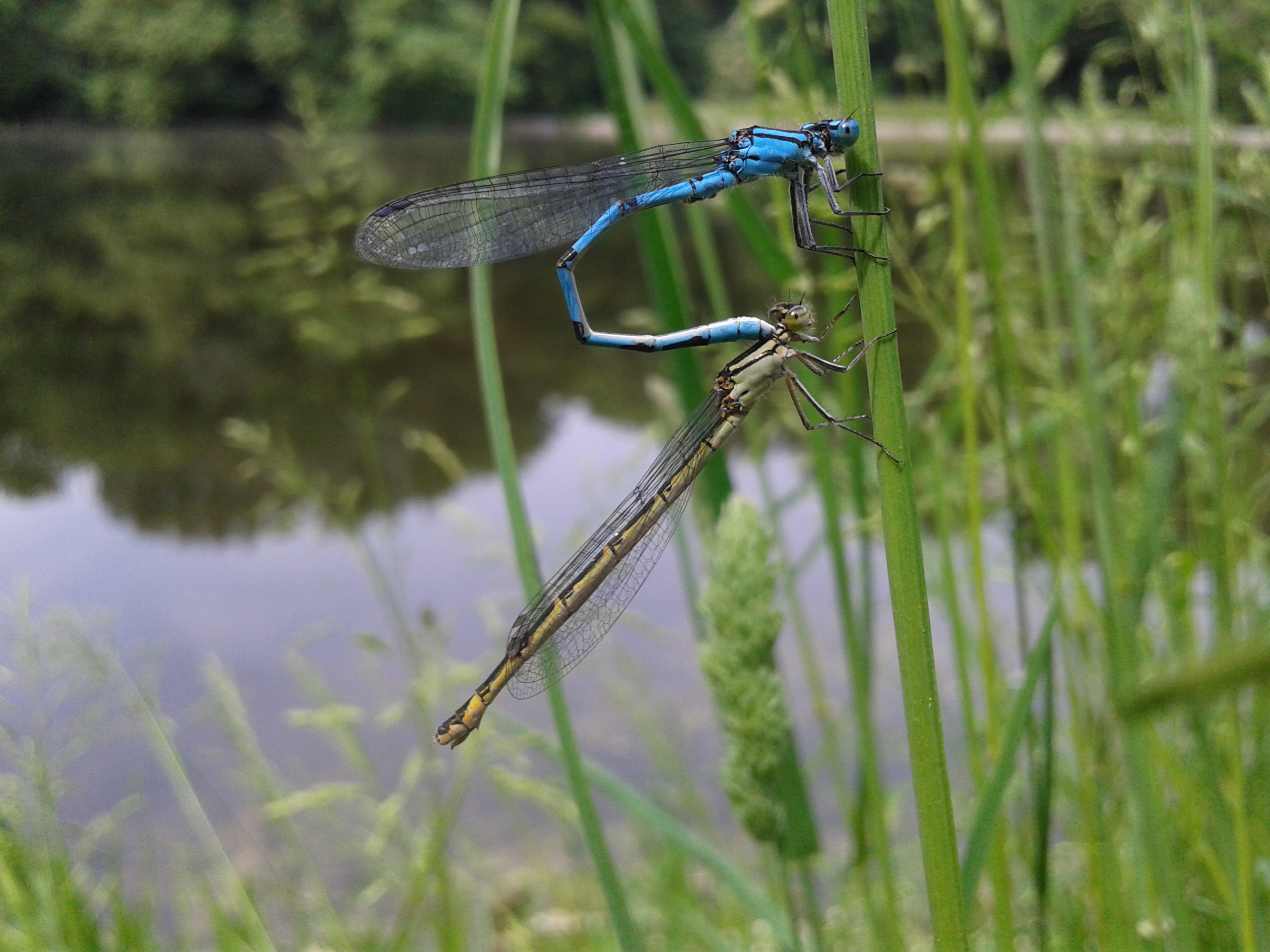
couple d'agrions porte-coupe.

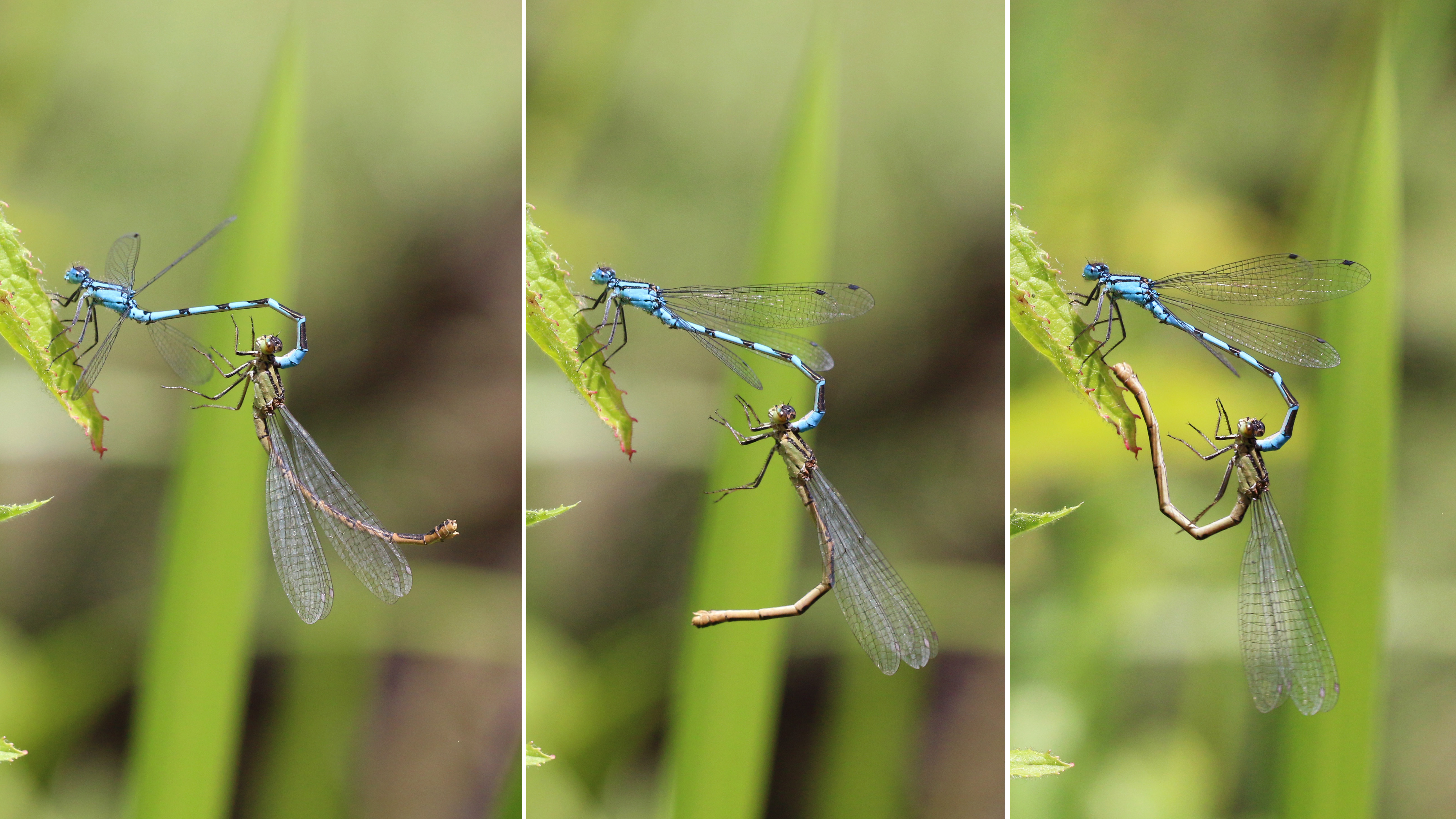
L'accouplement.

Quand la femelle plonge entièrement sous l'eau, le mâle se détache et l'attend non loin de la zone d'immersion. 
En 1979, le naturaliste canadien G.P. Doerksen observe et note qu'au moment de la reproduction, les mâles de E. cyathigerum sont attirés non seulement par les femelles qu'ils peuvent rencontrer, mais aussi par des ailes flottantes ou sectionnées, dont ailes de Libellula forensis. De nombreuses femelles, mais pas toutes sont accompagnées par des mâles peu avant la ponte ou durant tout ou partie de la ponte. Une femelle observée par cet auteur a pondu 231 œufs en 28 min, et une autre 358 œufs en 77 min (dans une eau à 22 et 21 °C, respectivement dans ces cas).

## Parasites
Cette espèce peut notamment être parasitée par des larves d'acariens du genre Arrenurus (ectoparasites).

## Etat pression, menaces
L'agrion porte-coupe a souffert du comblement, du recul, de la fragmentation et de la pollution de nombreuses zones humides. Outre les insecticides,,, certains polluants peuvent mettre l'espèce en danger,.
Dans les régions les plus chaudes de son aire de répartition, elle semble rechercher des habitats plus frais (en altitude). Elle pourrait donc peut-être être repoussée vers le nord par la réchauffement climatique.